# Volvo 8700
A Volvo 8700 egy városi-elővárosi emelt padlójú autóbusz, melyet a Volvo gyártott 2002 és 2011 között. A típusnak altípusai között szerepel alacsony belépésű (Volvo 8700LE) és háromtengelyes (Volvo 8700 6x2) is. A csuklós változata a Volvo 8700A, a városi alacsony padlós pedig a Volvo 7700.

## Története
A busz elődje a Carrus Vega alapokon nyugvó Volvo B10-400 és Volvo 7250 volt. Ezeknek a típusok gyártásának leállítása után, 2002-ben kezdődött meg a Volvo 8700-ok gyártása a finnországi Tampereben és a lengyelországi Wrocławban. A gyártást a finn gyárban 6 évvel később, 2008-ban leállították. A busz utódját, a Volvo 8900-at 2010-ben mutatták be, így a Volvo 8700 gyártását 2012-re végleg leállították.

## Előfordulása
Először a Jászkun Volán vett használt háromtengelyes 8700-asokat 2013-ban. 2014-ben Bács, a Körös, a Kunság és a Tisza Volán vásárolt, összesen 22 darabot. 2015-ben a Volánbusz lízingelt 21 darabot. A 2016-os használtbusz-beszerzésen 60 darab két- és háromtengelyes Volvo 8700 került a Dél-alföldi Közlekedési Központhoz, az Észak-magyarországi Közlekedési Központhoz, a Középkelet-magyarországi Közlekedési Központhoz és a Volánbuszhoz.
| Üzemeltető                                   | Darab |
| -------------------------------------------- | ----- |
| Dél-alföldi Közlekedési Központ              | 39    |
| Észak-magyarországi Közlekedési Központ      | 25    |
| Középkelet-magyarországi Közlekedési Központ | 14    |
| Volánbusz                                    | 41    |
| Összesen                                     | 119   |

## Fordítás
- Ez a szócikk részben vagy egészben  a   Volvo 8700 című angol Wikipédia-szócikk fordításán alapul.  Az eredeti cikk szerkesztőit annak laptörténete sorolja fel. Ez a jelzés csupán a megfogalmazás eredetét és a szerzői jogokat jelzi, nem szolgál a cikkben szereplő információk forrásmegjelöléseként.

## Külső hivatkozások
- Ők lesznek az új volános buszok?. IHO, 2016. július 1. (Hozzáférés: 2017. április 15.)
- Volvo 8700LE EEV utasteszt. Aron_son, 2016. január 12. [2017. április 15-i dátummal az eredetiből archiválva]. (Hozzáférés: 2017. április 15.)